# Dimitrij Rostovskij
Svatý Dimitrij Rostovskij, vlastním jménem Danila Savvyč Tuptalo , také Daniil Savič Tuptalo (23. prosince 1651, Makariv – 28. října 1709) byl ukrajinský pravoslavný mnich, archimandrita, v letech 1701–1709 metropolita ruské pravoslavné církve, z toho v letech 1701–1702 eparchie tobolské a celé Sibiře a v letech 1702–1709 metropolita rostovské a jaroslavské eparchie. Dále působil jako pedagog, kazatel a spisovatel teologických a hagiografických spisů, zejména nového Synaxaria. Také skládal hudbu. Roku 1757 byl svatořečen. Je uctíván jako světec ukrajinské a ruské pravoslavné církve.

## Život

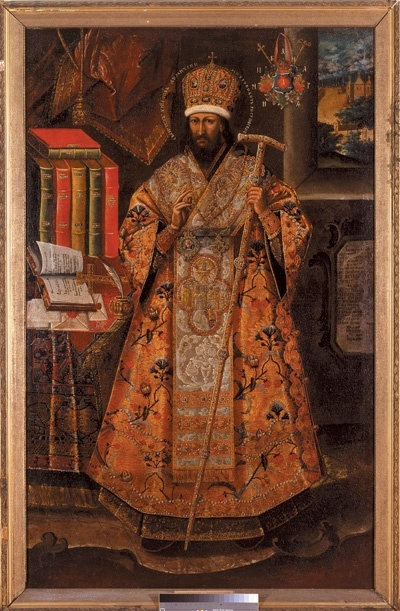
Portrét svatořečeného Dimitrije Rostovského–Tuptala, 2. polovina 18. století, Muzeum Kyjev

Narodil se v rodině setníka kyjevského pluku Savvy Grigorjeviče Tuptala–Savyče a jeho ženy Marie Michailovny v ukrajinském městečku Makarov. Roku 1660 se rodina přestěhovala do Kyjeva, kde Danila roku 1662 vstoupil do klášterní školy. 9. července 1668 složil věčné sliby a přijal řeholní jméno Dimitrij.
Dále absolvoval Kyjevsko-moghylanskou akademii, která měla statut univerzity. Založil gymnázium v Rostově na Donu, kde zavedl výuku církevně slovanského jazyka, starořečtiny a latiny, dále tam jako pedagog vyučoval filozofii, rétoriku a básnictví. Roku 1680 byl jmenován igumenem kyjevského kláštera sv. Cyrila. Roku 1681 přešel do Maksakyvského kláštera Spaso-Preobraženského a za půl roku jako igumen do Baturinského Krupického Mikolajevského kláštera. V roce 1684 na pozvání Varlaama Jasinského odešel do Kyjeva, kde se stal kazatelem Kyjevskopečerské lávry. Ve Spasojakovlevském klášteře v Rostově byl povýšen do funkce archimandrity nad všemi kláštery, v tamním chrámu je pohřben.
Na sklonku života roku 1701 jej ruský car Petr I. jmenoval metropolitou tobolské a sibiřské eparchie, o rok později metropolitou eparchie rostovské a jaroslavské. Byl známým ctitelem Vladimirské bohorodičky, která měla zajistit vítězství národa nad Tatary.

## Dílo
Byl významným teologem, kazatelem, hagiografem, spisovatelem, také hudebníkem. Napsal dvě desítky spisů a sestavil nové pravoslavné Synaxarion s doplněním ruských světců Jako hudební skladatel bývá někdy považován za autora první ruské opery Ruská mystéria z roku 1702, což zůstává předmětem diskusí.